# 維蒙特 (阿拉巴馬州)
維蒙特（英語：Vinemont）是一個位於美國阿拉巴馬州卡爾曼縣的非建制地區。該地的面積約242.05平方公里（即93.456平方英里），而人口為9,008人。

## 地理
維蒙特的座標為34°14′30″N 86°51′58″W / 34.24177°N 86.86611°W，而該地最高點為海拔高度307米（即1007英尺）。